# L'Arbaa Naït Irathen
L'Arbaa Naït Irathen är en ort i Algeriet.   Den ligger i provinsen Tizi Ouzou, i den norra delen av landet, 100 km öster om huvudstaden Alger. L'Arbaa Naït Irathen ligger 710 meter över havet och antalet invånare är 30 609.
Terrängen runt L'Arbaa Naït Irathen är huvudsakligen kuperad. L'Arbaa Naït Irathen ligger uppe på en höjd. Runt L'Arbaa Naït Irathen är det tätbefolkat, med 383 invånare per kvadratkilometer. Närmaste större samhälle är Tizi Ouzou, 16,3 km nordväst om L'Arbaa Naït Irathen. 